# Церковь Божией Матери Скапулярия (Мядель)
Костёл Божией Матери Скапулярия (бел. Касцёл Маці Божай Шкаплернай) — католический храм в городе Мядель, Минская область, Белоруссия. Относится к Будславскому деканату Минско-Могилёвского архидиоцеза. Памятник архитектуры в стиле позднего барокко с элементами рококо, построен в 1754 году. Церковь Божией Матери была основана при монастыре кармелитов и в настоящее время принадлежит босым кармелитам, что объясняет её посвящение Богоматери Скапулярия, кармелитский «Скапулярий Матери Божией» широко распространён в ордене. Храм включён в Государственный список историко-культурных ценностей Республики Беларусь. Расположен по адресу: ул. Гагарина, 19/2.

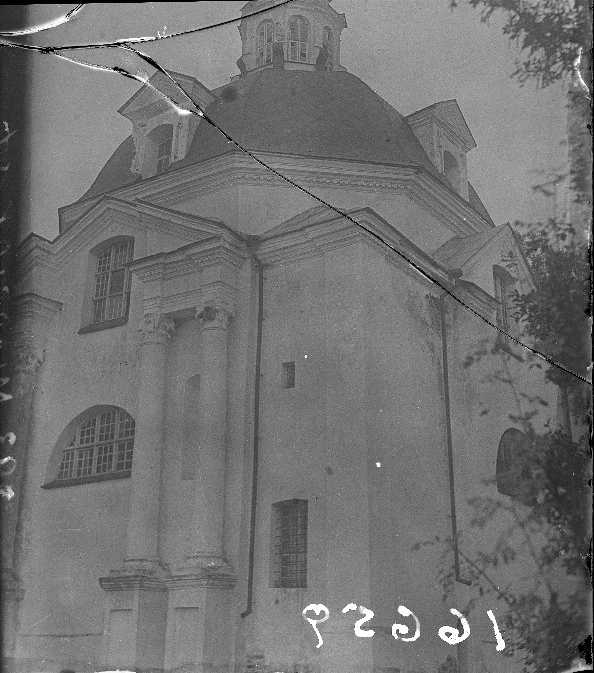
Костёл Божией Матери Скапулярия 1919

В некоторых источниках, включая список историко-культурных ценностей, храм именуется Станиславовским костёлом. Однако это название ошибочно. Костел святого Станислава был привезен в Новый Мядель из Постав в 1842 году и был уничтожен партизанами в 1943 году при освобождении узников гетто. Официальное название храма при бывшем кармелитском монастыре — Церковь Божией Матери Скапулярия.

## История

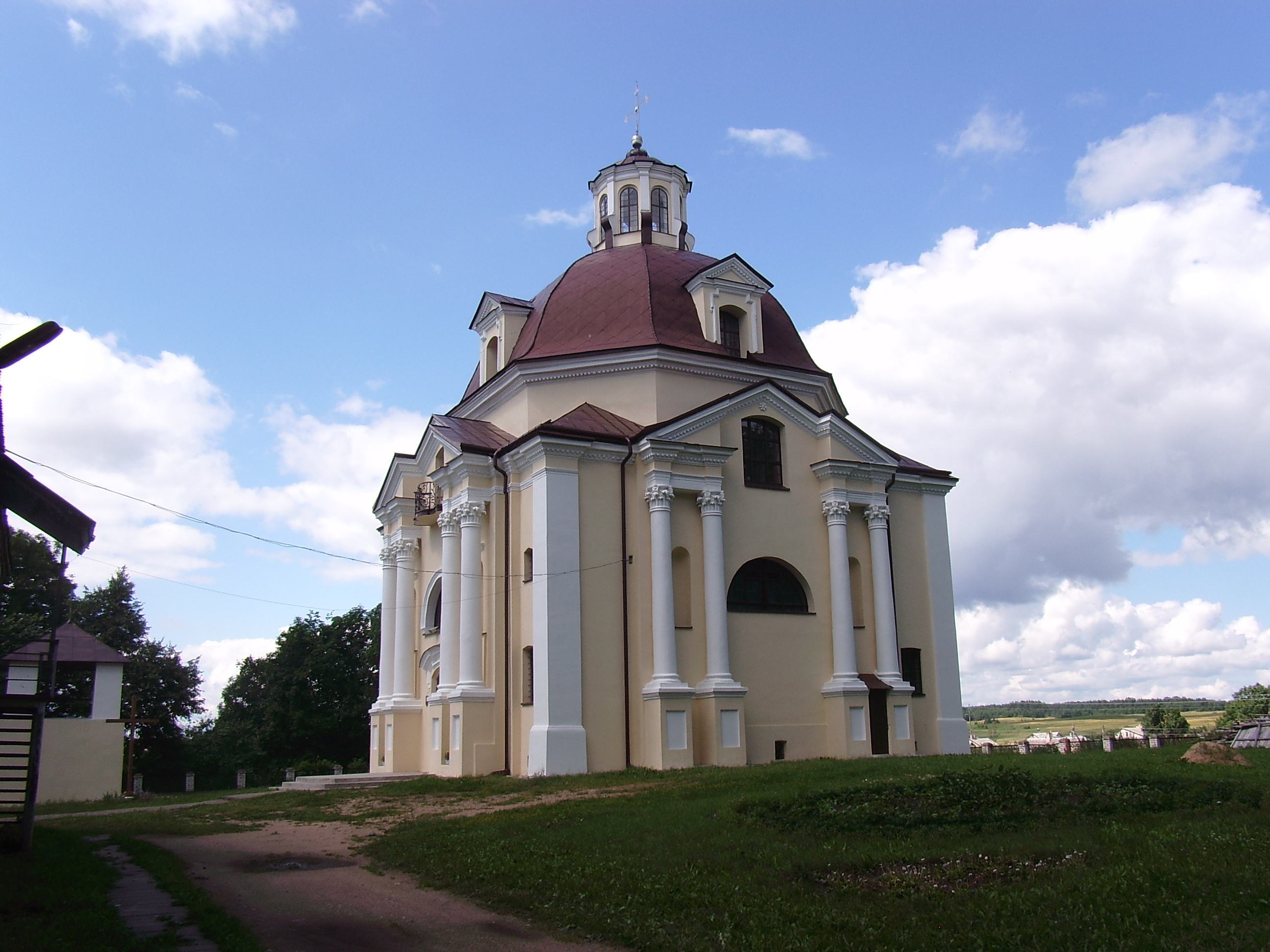
Костёл Божией Матери Скапулярия

В сборнике древних грамот на латинском языке «Kodeks dyplomatyczny katedry i diecezji wileńskiej = Codex diplomaticus ecclesiae cathedralis necnon Dioeceseos Vilnensis». — T. 1. 1387—1507. — (Krakow, 1932) есть дарственная грамота полоцкого наместника Андрея Саковича от 21 февраля 1457 года для основанного им костела в Мяделе и освященного виленским епископом Николаем. На костел выделялась десятина улова рыбы со двора Андрея Саковича и пана Скемины («из дельницы нашей»), 4 ушата мёда, 2 поля под названием Леки и Ивановские и земля Стахово (Стаково), озеры Княгинино и Глубокое, ручей Княгиница «с язем». Грамотой утверждалась десятина любого зерна с пашни под названием Черничка, а также с Веречец (в более позднее время фольварок назывался Веретейка) и Смычи (фольварок в 20 км на северо-запад от Мяделя в гмине Маньковичской). В грамоте упоминается имение под названием Род (возможно, совр. деревня Рядки). Под грамотой поставили свои подписи виленский епископ Николай, виленский каноник и официал Николай, священник из окружения епископа Лука, почтенные вельможи Радзивилл Остикович, Ивашко Сакович, Войдел, Юшко Костолтович. Выдана грамота была в Мяделе (Miadely) во второй четверг перед праздником Святого Петра.
В Ватиканском архиве сохранилась грамота от 28 сентября 1459 года, согласно которой священник из Мяделя Томас де Ломани от имени луцкого электа Вацлава Рачковича платил в римской курии таксу в сумме 33,3 флорена.
В 1754 году Антоний Кощиц, владелец местечка Старый Мядель, построил каменную барочную церковь и монастырь для монахов ордена босых кармелитов. Церковь была освящена во имя Пресвятой Богородицы в день Успения 15 августа 1754 года.
В книге «Материалы по истории и географии Дисненского и Вилейского уездов Виленской губернии» (Витебск, 1896 год) про костела в Старом Мяделе рассказывается следующее:
«В 1754 г. Антон Кощиц поселил в Старом Мяделе кармелитов-босых и построил для них каменные костел и монастырь. В этом костеле были реликвии св. Иустина, привезенные Кощицем из Рима; впоследствии эти реликвии перенесены в Мосар. В 1840 г. монастырь кармелитский был закрыт и обращен в православный женский монастырь, также закрытый в 1860 г. В 1866 г. открыт православный приход.
Стены церкви, росписанные некогда сценами страшного суда, ныне забелены. В склепе под церковью — гробницы: самого Антона Кощица, его брата-монаха и сына А. Кощица; одежда до сих пор сохранилась (на самом Кощице богатый „слуцкий пояс“); многие предметы расхищены во время переделки храма рабочими-евреями.

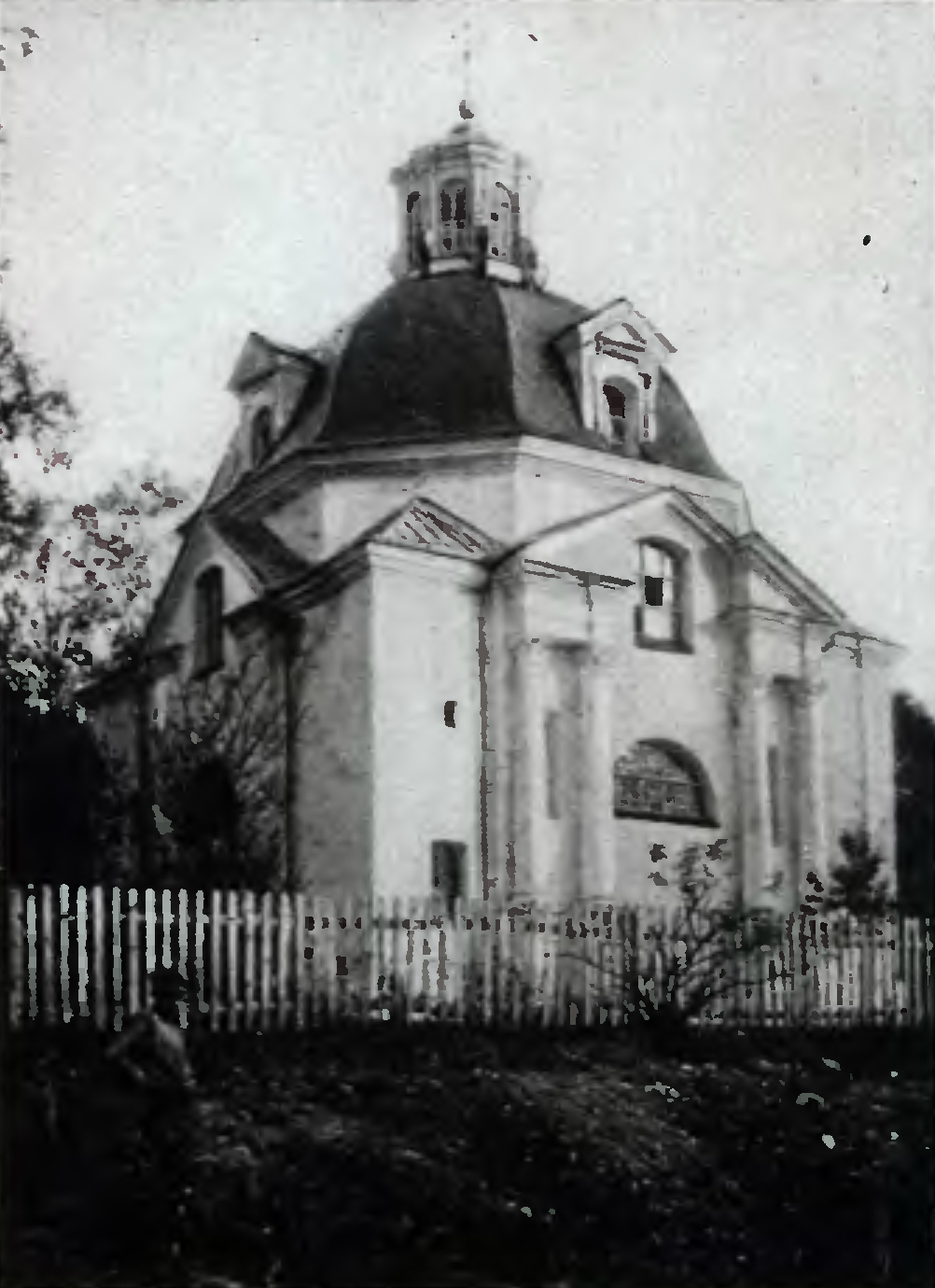
Костёл Божией Матери Скапулярия 1930

В доме священника находятся прекрасно сохранившиеся портреты Антона Кощица и его жены.
В 1 версте от Старого Мяделя, при дороге в местечко Кобыльник находится кирпичный, уже разрушающийся, столб, высотою до 3 саженей; по преданию, Кощиц „замуровал живьем“ в этом столбе няню своего единственного сына, умершего вследствие ее недосмотра».
В 1772 году была освящена Кальвария, возведенная на узор Иерусалимской и служившая местом паломничества.
В 1830 году приход при кармелитском монастыре насчитывал 865 прихожан.
После Польского восстания 1830 года все монастыри кармелитов на территории современной Беларуси были закрыты. В 1832 году Мядельский монастырь был также упразднен. В Национальном историческом архиве Беларуси сохранились метрические книги Старо-Мядельского костела кармелитов босых за 1772, 1780—1834 гг.
В 1834 году монастырский комплекс с костелом был передан Мядельскому девичьему монастырю.
После восстания 1863 года комплекс зданий бывшего монастыря были переданы православной Свято-Троицкой церкви (Старый Мядель).
В 1921 году Мядель вошёл в состав межвоенной Польши.
6 октября 1927 года стараниями виленского архиепископа Ромуальда Яблжиковского монастырь и храм были возвращены ордену босых кармелитов.
11 ноября 1927 года в монастыре поселились «законники».
В 1928 году кармелиты начали строить новый Крестный путь (Кальварию) по схеме Кальварии Зебжидовской. 27 мая 1928 года Кальварию освятил её епископ Владислав Бандурский. Однако реставрационные работы продолжались до начала Второй мировой войны. Усилиями последнего настоятеля монастыря в Мяделе о. Якобина Филка, перед войной Кальварию ежегодно посещали около 12 000 паломников, к причастию приступало ежегодно до 20 000 человек. Согласно свидетельству Ф. Селицкого, в д. Никулине обычай хождения в Мядель «на фэст» (праздник) существовал в междувоенный период. Женщины отправлялись в Мядель пешком на ночь. В годы войны, когда поток паломников снизился, количество причастников уменьшилось до 3000.
В 1939 году провинциальным викарием для монастырей в Вильно и Мяделе был назначен о. Андрей (Франтишек) Гдовский (3.10.1871, Ясень Тарновской епархии — 16.03.1948, Вильно).
В годы Второй мировой войны монахи поддерживали польских партизан из бригады «Кмицица» Армии Крайовой. У крайовцев был радиоприемник из Мядельского монастыря.
11 сентября 1943 года здание монастыря в Старом Мяделе было сожжено советскими партизанами. Однако «законники» остались в местечке и трудились в чудом уцелевшей церкви.
8 февраля 1949 года был арестован и приговорен к ссылке на 25 лет в Казахстан ксендз Веселуховского костёла, проживающий в Мяделе, Григорий Андреевич Козеро (род. в 1908 году, д. Чатковщина Краковского воеводства). 22 июля 1949 года в Старом Мяделе также был арестован и на 25 сослан в Казахстан о. Якобин Юзефович Филек (род. в 1907 году, д. Борвальд Краковского воеводства). Священники были освобождены от ссылки в 1956 году. В 1958 году кс. Филек, а в 1959 году кс. Козеро вернулись в Польшу.
Здание церкви в советское время использовалось под склад сельхозтехники.
В 1982 году возле костела проводили раскопки археолог М. М. Чернявский и З. С. Позняк. Исследована площадь 18 м². Обнаружена керамика XV—XVI вв., а также массивный каменный фундамент и фрагмент кирпичной кладки, которые, вероятно, являются остатками униатской церкви с госпиталем, известным по документам середины XVII в.
В 1989 году храм вновь вернули Католической Церкви и кармелитам в крайне запущенном состоянии.
К настоящему времени закончена наружная реставрация храма, планируются реставрация интерьера церкви и здания приходского дома.
В январе 2019 года СМИ Беларуси опубликовали новость о сенсационных находках, спрятанных в тайнике Мядельского костела. В стене костела обнаружили мощи святых и старые приходские книги. Реликвии были замурованы монахами в 1940 году. О тайнике стало известно из записки монаха, которая была обнаружена в архиве ордена босых кармелитов в Кракове. Среди находок — мощи святой Терезы, папы Григория Великого и святой Цецилии.

## Архитектура

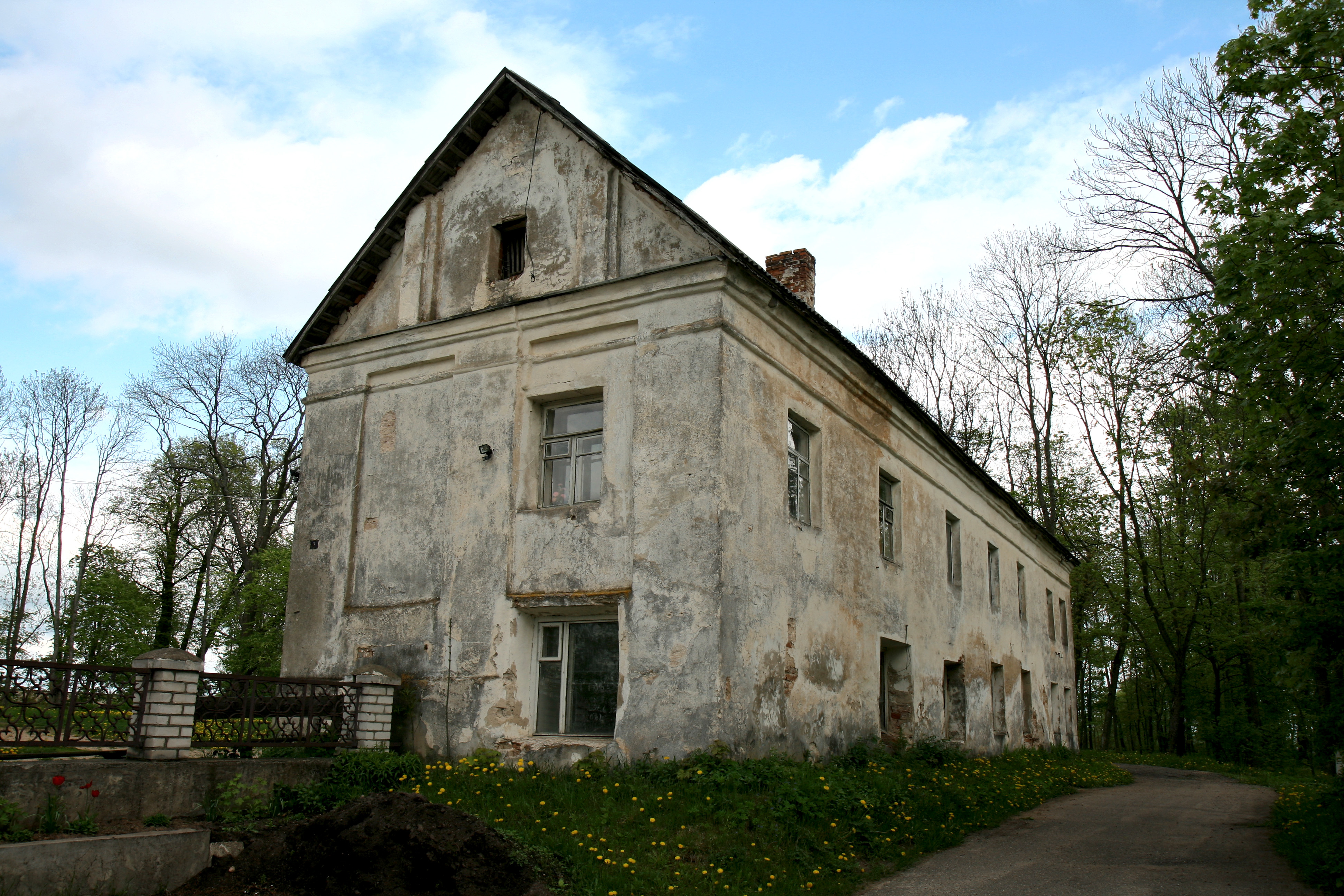
Здание приходского дома — плебани

Здание костёла находится на невысоком холме, недалеко от парка и озера. Храм каменный, в стиле барокко, выполнен в форме восьмерик на четверике, увенчан гранёным куполом. Архитектура храма нетипична для архитектуры белорусского барокко. Наблюдаются архитектурные параллели с вильнюсским костёлом Сердца Иисуса.
Крестовая композиция церкви организована вокруг восьмигранного ядра, снаружи спрятана в кубическом объеме. С трёх сторон (кроме восточной алтарной стороны) храм обрамлён портиками. Конструкция массивного купола — двухчастная. Нижняя часть, опирающаяся на восьмерик, прорезана люнетами и лучковыми проёмами. Верхняя часть выполнена в виде восьмигранной башенки-фонаря и завершена сферической крышей. Под куполом проходит обходная галерея (сохранилась частично).
Интерьер храма некогда был богато украшен фресками, от которых сохранились только фрагменты.
На территории храма также расположено двухэтажное здание приходского дома (плебани), требующее в настоящее время капитальной реставрации.
16 июля 1990 года прошло торжественное освящение храма.